# Sociedade Nacional de Belas Artes
A Sociedade Nacional de Belas Artes MHIH • MHL (SNBA) é uma associação cultural portuguesa, fundada em 16 de março de 1901, que tem como principal objectivo "promover e auxiliar o progresso da arte em todas as suas manifestações, defender os interesses dos artistas e, em especial dos seus associados, procurando auxiliá-los, tanto moral como materialmente; cooperar com o Estado e com as demais entidades competentes em tudo que interesse à arte nacional e ao desenvolvimento da cultura artística".

## Origem
A sua formação resultou da fusão de duas associações de artistas, a Sociedade Promotora (1860) e o Grémio Artístico (1890), este descendente do "Grupo do Leão".
O seu primeiro presidente foi o pintor José Malhoa.

## Sede
Em 1913 inaugurou a sua sede, na Rua Barata Salgueiro N.º 36, em Lisboa, dotada dum amplo salão de exposições.
O projecto, de 1906, é da autoria do arquitecto Álvaro Augusto Machado.

## Ação pedagógica
A Sociedade Nacional de Belas Artes tem promovido, nos seus espaços, cursos livres de arte (desenho, desenho de modelo, pintura, teoria e história de arte, etc.); em 1965 iniciou-se aí o Curso de Formação Artística, pioneiro no ensino da Sociologia da Arte e do "Design" em Portugal. Entre outras ações, a SNBA acolheu também ciclos de palestras, conferências, exposições didácticas sobre os mais diversos temas, encontros com artistas, numa dinâmica aberta aos problemas contemporâneos. A ação pedagógica centrada na SNBA contou, ao longo dos anos, com a colaboração de personalidades marcantes do nosso meio artístico, entre as quais: Rolando Sá Nogueira, Manuel Tainha, Sena da Silva, Daciano da Costa, José Cândido, Fernando Conduto, Rocha de Sousa, Quintino Sebastião, e os historiadores e ensaístas, José-Augusto França, Adriano de Gusmão, Salette Tavares, Ernesto de Sousa, Rui Mário Gonçalves, entre outros.

## Condecorações
A 23 de Fevereiro de 1983 foi feita Membro-Honorário da Ordem do Infante D. Henrique e a 25 de Abril de 2004 Membro-Honorário da Ordem da Liberdade.

## Salões e Exposições Coletivas

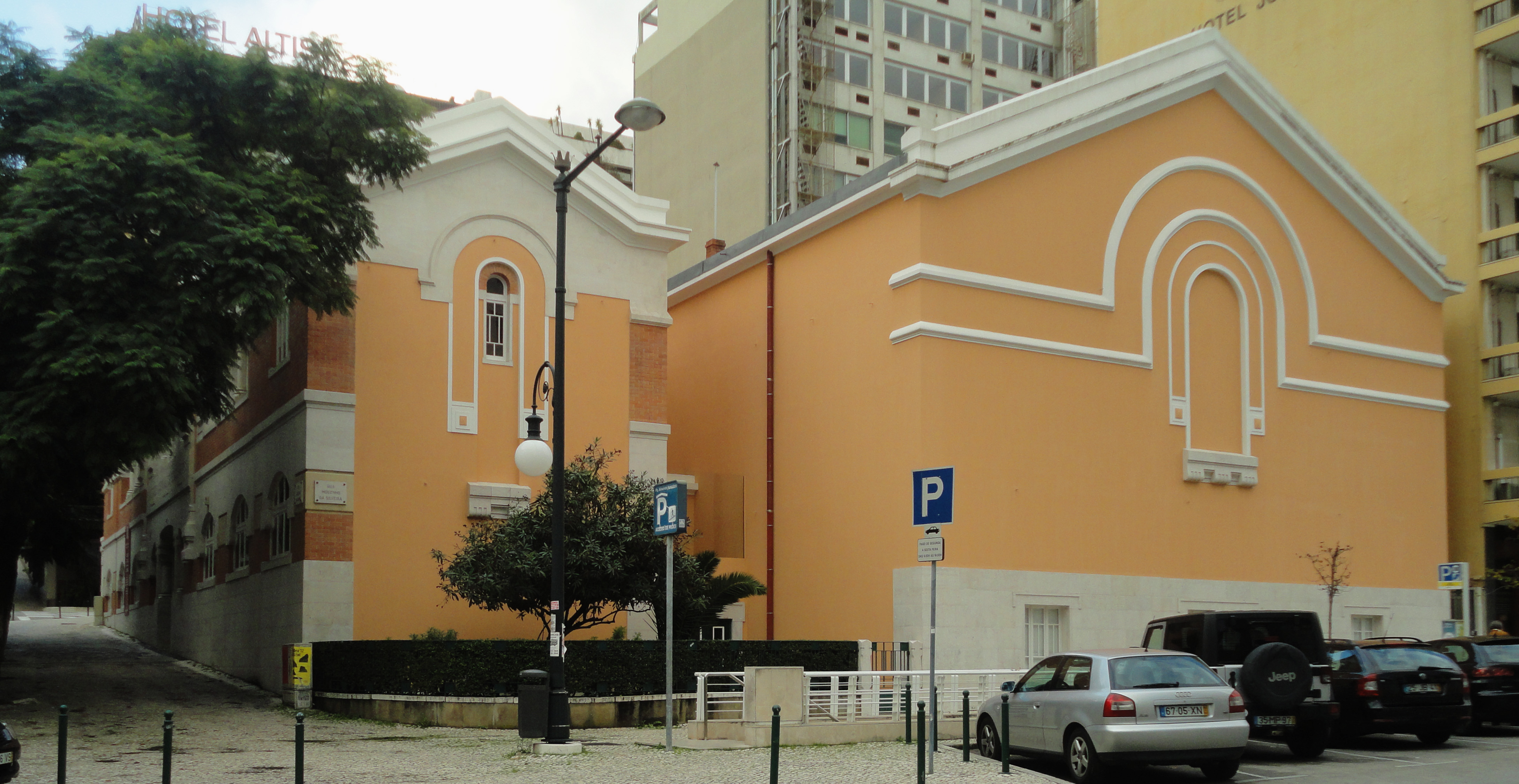
SNBA, 2012

Nos espaços da Sociedade Nacional de Belas Artes têm tido lugar, ao longo dos anos, exposições organizadas pela própria SNBA a par de outras, de iniciativa exterior. Nas primeiras décadas do século XX os Salões organizados pela SNBA acolheram, de modo geral, arte tendencialmente conservadora; mas a SNBA abrir-se-ia às tendências renovadoras emergentes, promovendo ou acolhendo exposições marcantes da história da arte portuguesa moderna e contemporânea.
A primeira exposição realizou-se logo em Abril de 1901 e foi inaugurada pelo rei D. Carlos, que se contava entre os artistas expositores. A primeira concessão de prémios teve lugar em Junho desse mesmo ano. Até 1910, foram oito os Salões realizados, dos quais ficaram para memória futura os respetivos catálogos; em 1951 esse número tinha-se ampliado, contando 63 exposições oficiais (Salons), das quais 16 foram exclusivamente de aguarela, desenho, etc.
Ao longo dos anos a SNBA fez questão de respeitar o modo como os artistas se organizam. Entre muitos outros acontecimentos, acolheu exposições regulares do Grupo Silva Porto, quase todos os anos entre 1927 e os anos 40, ou agrupamentos como, por exemplo, os Cinco Independentes, em 1923 (Dordio Gomes, Henrique Franco, Francisco Franco, Diogo de Macedo, Alfredo Miguéis e, a convite destes, Almada Negreiros, Eduardo Viana e Mily Possoz). Abriu-se à manifestação de novas gerações, de intervenções modernas, como o 1º e 2º Salão dos Independentes (1930, 1931). Acolheu as duas primeiras Exposições de Arte Moderna do S.P.N./S.N.I. (1935 e 1936). Depois de terminada a 2ª Guerra Mundial e em paralelo com os salões anuais (tendencialmente mais conservadores), abriu as suas portas a novos tipos de articulação entre a arte a vida social numa intervenção mais vasta, reunindo um grande número de artistas plásticos (e com eles, poetas e músicos que realizavam recitais e concertos) nas Exposições Gerais de Artes Plásticas que decorreram entre 1946 e 1956.
No final da década de 1950 a SNBA apresentou nas suas salas diversas exposições importantes: I Salão dos Artistas de Hoje (1956); I Exposição de Artes Plásticas da Fundação Calouste Gulbenkian (1957); I Salão de Arte Moderna (1958); 50 Artistas Independentes (1959). Desde 1958, tornou-se também anual a realização de uma ou mais Exposições de Arte Moderna. Estas mostras coletivas, onde por vezes o Estado instituiu prémios, tem sido um dos elementos mais importantes da ação da SNBA. Entre as mostras posteriores contam-se, por exemplo: Depois do Modernismo, 1983; Continentes, 1986 (grupo dos Homeostéticos); etc.
Em 1977 realizou-se ali a exposição Artistas Portuguesas, reunindo exclusivamente obras de artistas mulheres – como Ana Hatherly, Ana Vieira, Clara Menéres, Graça Morais, Menez e Paula Rego, entre outras.
Paralelamente às exposições coletivas, a SNBA acolheu, ao longo da sua existência, inúmeras mostras individuais.

### Catálogos de algumas exposições na SNBA

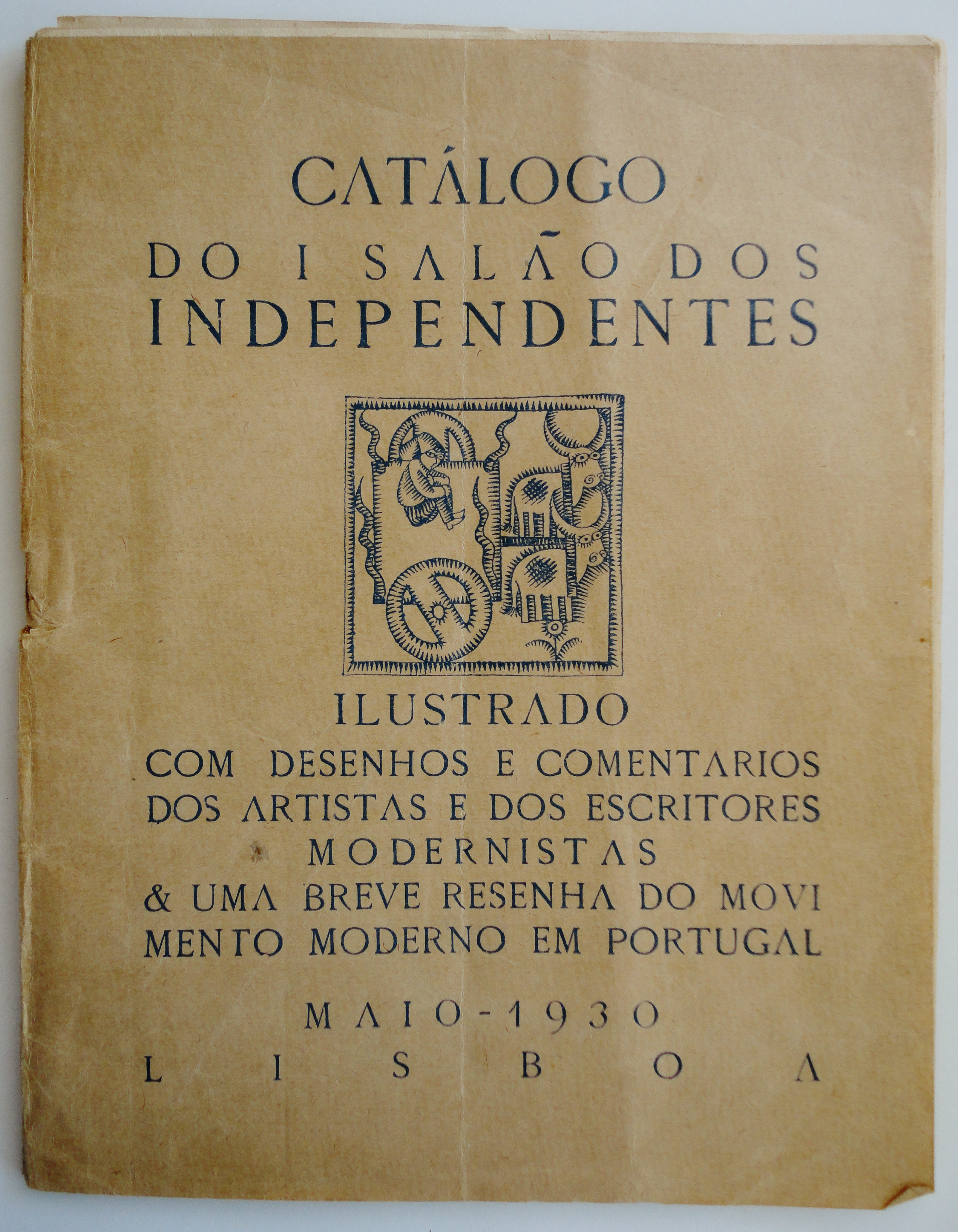
I Salão dos Independentes, SNBA, 1930
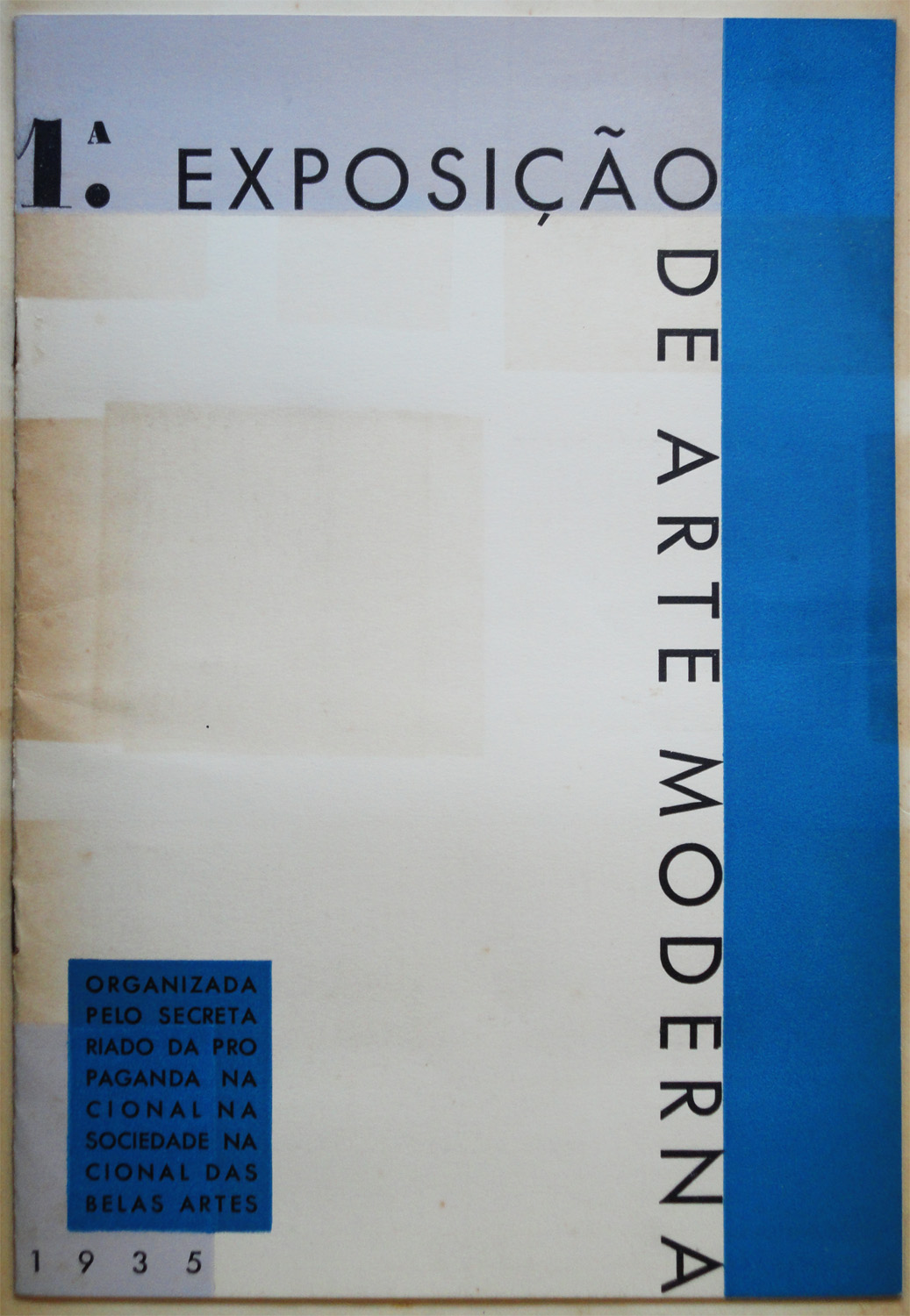
1ª Exposição de Arte Moderna do S.P.N., SNBA, 1935
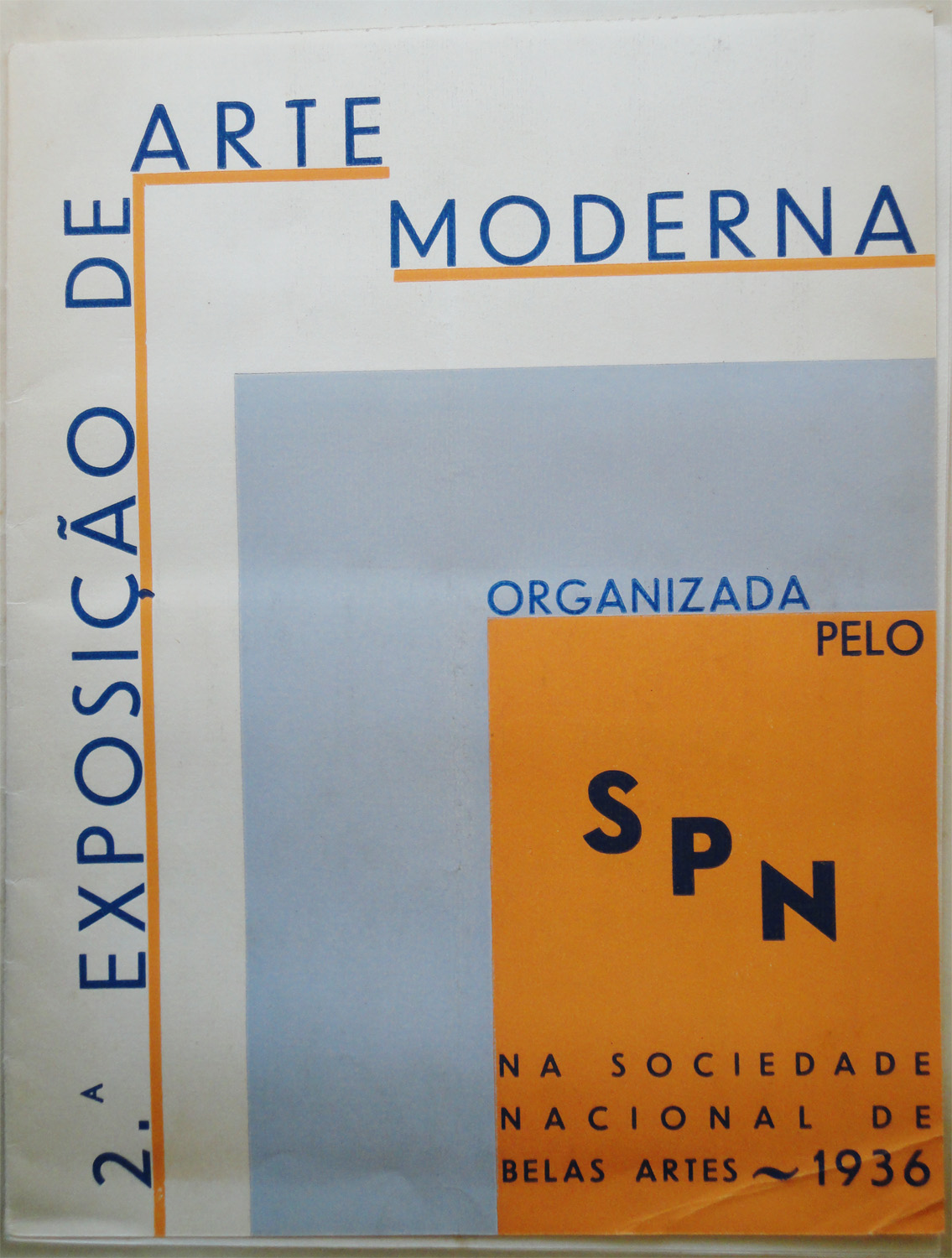
2ª Exposição de Arte Moderna do S.P.N., SNBA, 1936
1ª Exposição de Arte Retrospetiva (1880 a 1933), SNBA, 1937
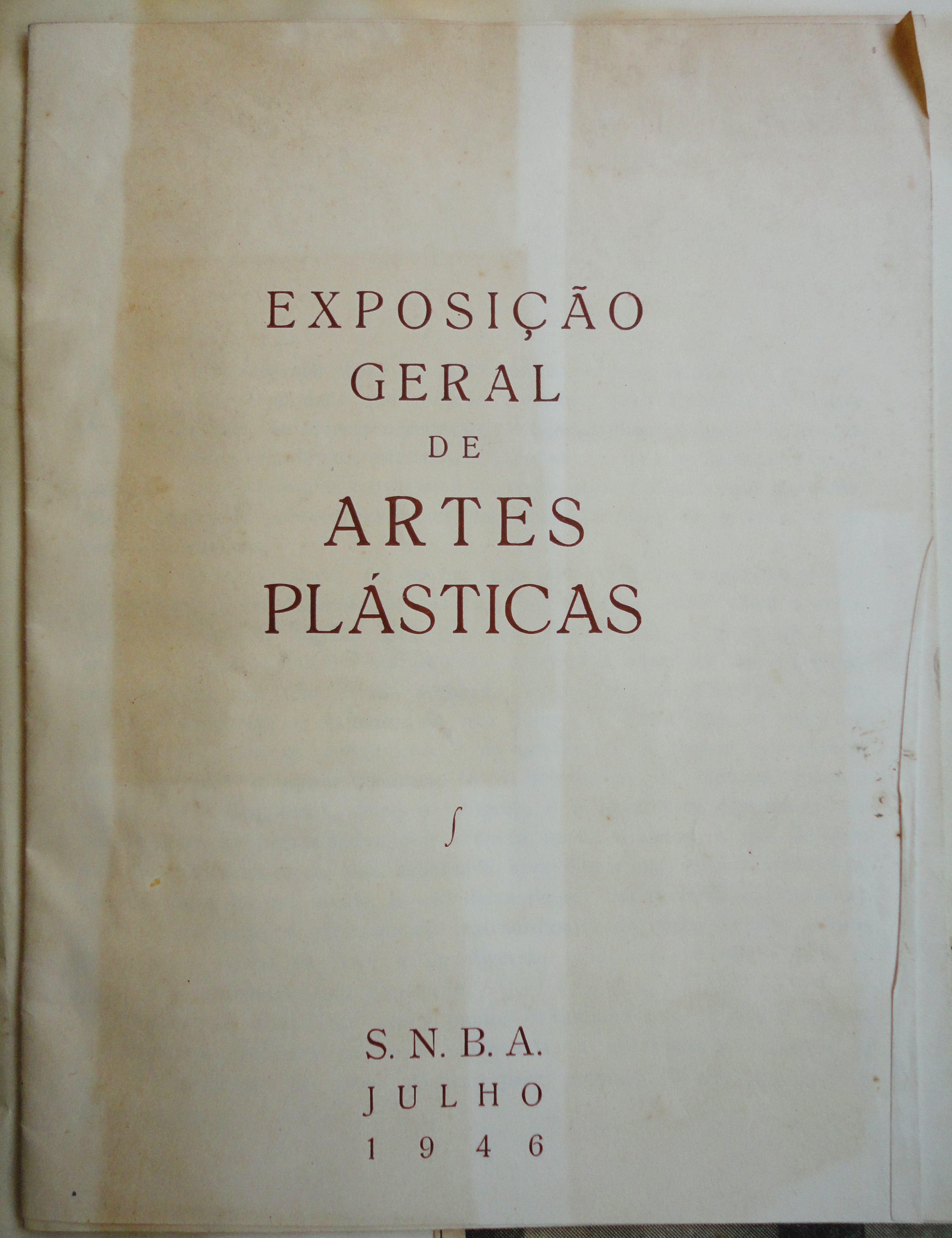
1ª Exposição Geral de Artes Plásticas, SNBA, 1946
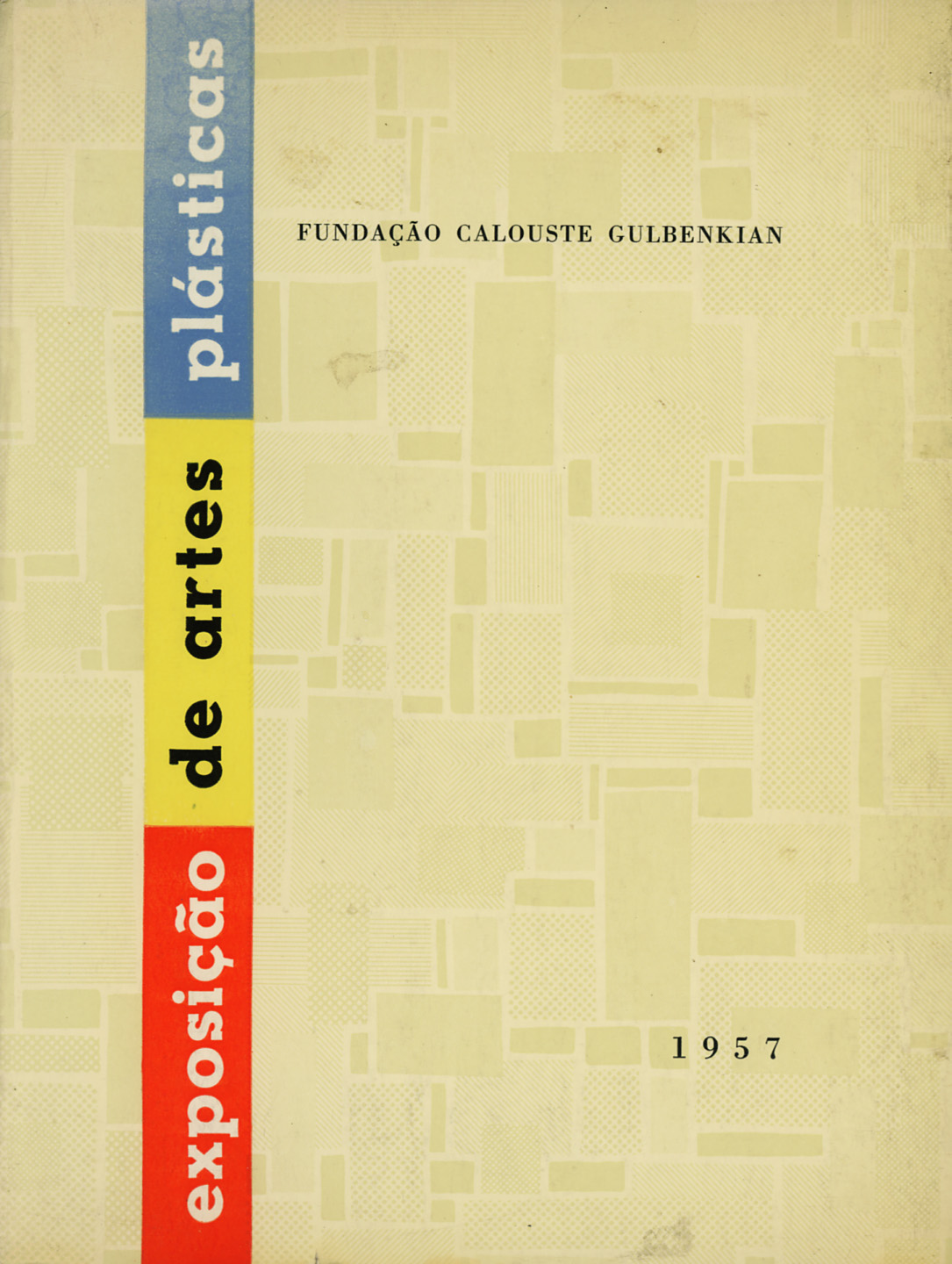
I Exposição de Artes Plásticas da Fundação Calouste Gulbenkian, SNBA, 1957
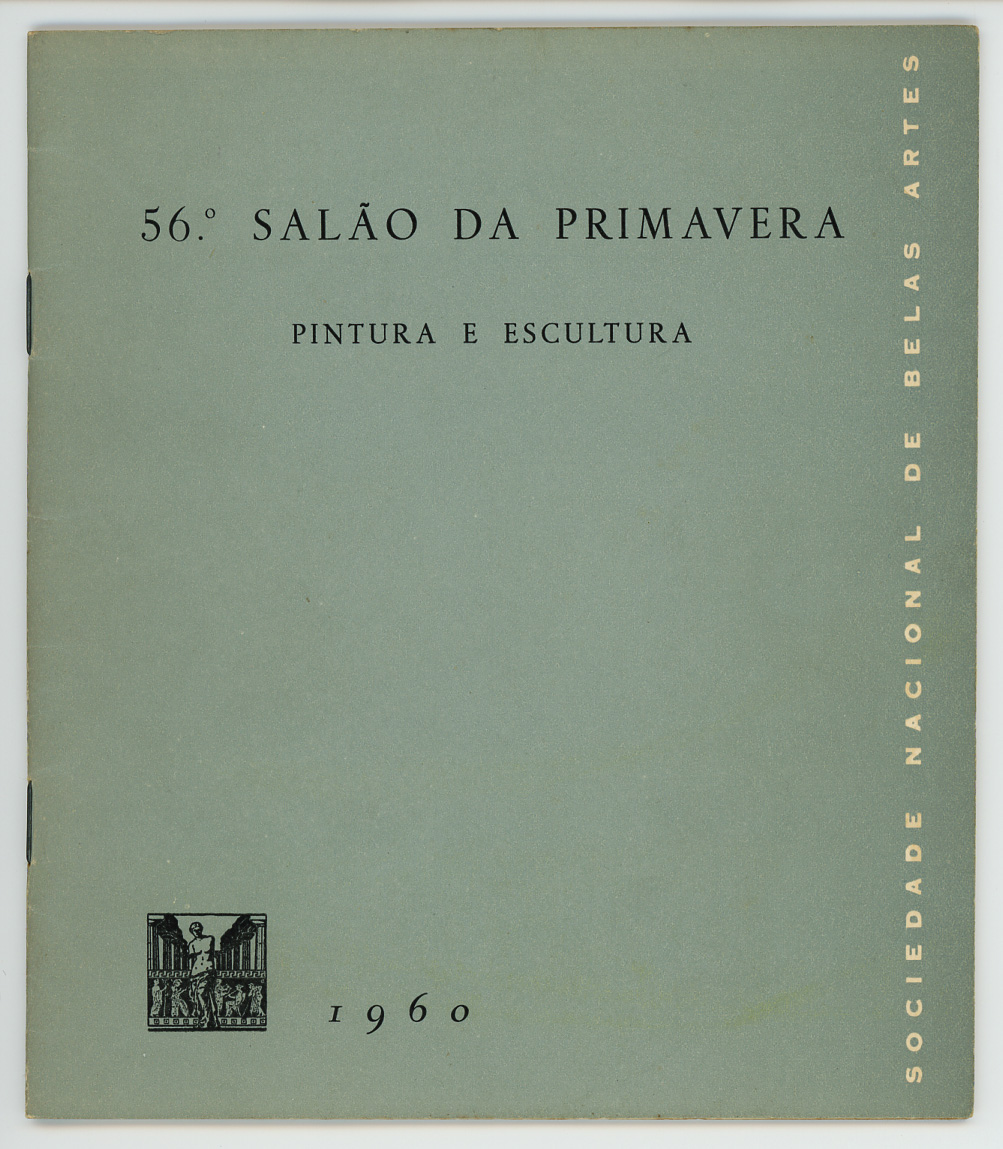
56º Salão da Primavera, 1960